# 巴西小沙丁魚
巴西小沙丁魚為輻鰭魚綱鲱形目鲱科的其中一種，分布於西大西洋區，從墨西哥灣至烏拉圭北部海域，體長可達25公分，棲息在沿海海域的迴游性魚類，成群活動，為高經濟價值的食用魚。

## 擴展閱讀
維基物種上的相關：巴西小沙丁魚